# Pseudoparlatoria chilina
Pseudoparlatoria chilina är en insektsart som först beskrevs av Karl Hermann Leonhard Lindinger 1909.  Pseudoparlatoria chilina ingår i släktet Pseudoparlatoria och familjen pansarsköldlöss. Inga underarter finns listade i Catalogue of Life.